# Równouprawnienie
Równouprawnienie oznacza prawną równość różnych podmiotów prawnych w ramach określonego systemu prawnego.
Równouprawnienie to pojęcie zakorzenione w ideach humanizmu oraz oświecenia. Jest nieodzownym elementem praw człowieka. Równouprawnienie przedstawicieli różnych warstw społecznych było obok wolności (liberté) i braterstwa (fraternité) głównym hasłem Rewolucji Francuskiej (égalité). Dopiero w XX wieku równe prawa w Europie uzyskały kobiety, co wiązało się z wprowadzeniem praw wyborczych dla kobiet.

## Definicja socjologiczna
W socjologii równouprawnienie oznacza proces prawnego zrównywania ówcześnie nierównouprawnionych podmiotów prawnych w ramach danego systemu prawnego. W tym sensie można mówić o równouprawnieniu różnych ras, mieszczaństwa, równouprawnieniu kobiet, osób homoseksualnych, osób z niepełnosprawnościami itd.

## Dyskryminacja i uprzywilejowanie
Wykroczenia przeciw równouprawnieniu są określane jako dyskryminacja i uprzywilejowanie.
- Dyskryminacja: gorsze traktowanie kogoś ze względu na jego kolor skóry, płeć, orientację seksualną, wyznawane poglądy religijne lub wiek itd.
- Uprzywilejowanie: lepsze traktowanie kogoś z tych powodów.

Zarówno dyskryminacja, jak i uprzywilejowanie są wykroczeniami przeciwko zasadzie równouprawnienia. Równouprawnienie jest często zrównywane bądź mylone z równością bądź równym traktowaniem. Według prawa międzynarodowego oraz praw człowieka równouprawnienie nie oznacza:
- że wszyscy bądź określona grupa ludzi jest faktycznie równa z natury,
- że należy dążyć do faktycznej równości wszystkich bądź określonej grupy ludzi,
- że wszyscy bądź określona grupa ludzi powinni być faktycznie równouprawnieni[potrzebny przypis].

## Literatura
- Sabine Berghahn: Der Ritt auf der Schnecke – Rechtliche Gleichstellung in der Bundesrepublik Deutschland https://web.archive.org/web/20120117115754/http://web.fu-berlin.de/gpo/sabine_berghahn.htm